# Карл Ландштайнер
Карл Ландшта́йнер (нім. Karl Landsteiner; 14 червня 1868, Баден (або Відень, за іншими джерелами) — 26 червня 1943, Нью-Йорк) — австрійський лікар, імунолог, хімік, інфекціоніст; першим відкрив існування сумісності різних типів крові за групами, резус-фактор крові (1940); Нобелівський лауреат в галузі фізіології або медицини (1930 рік). Перший дослідник в царині імуногематології та імунохімії, автор праць з молекулярної та клітинної фізіології реакції організму на розмиті антигени й специфічні та неспецифічні прояви при цьому. У 1908 році разом з Е. Поппером встановив вірусну етіологію поліомієліту.

## Відкриття груп крові
У 1900 р. Ландштайнер, тоді асистент Віденського інституту патології, взяв кров у себе і п'яти своїх співробітників, відокремив сироватку від еритроцитів з допомогою центрифуги та змішав окремі зразки еритроцитів з сироваткою власної крові та інших осіб. І виявив, що склад білків на поверхні еритроцитів (клітин крові, що переносять до тканин кисень) у різних людей різний. Аналіз цих відмінностей дозволив виділити принципово різні групи крові людей: в одних певні білки зовсім відсутні (група крові 0), у деяких був білок одного типу (група крові А), у третіх — білок іншого типу (група крові B).
Через два роки учні К. Ландштайнера, А. Штурлі та А. Декастелло, відкрили четверту групу крові АВ. У четвертої групи крові обидва білки типу третьої та другої групи (група крові АВ).

## Відзнаки
Нобелівський лауреат у галузі медицини та фізіології (1930).
Лауреат премії Альберта Ласкера в області клінічних медичних досліджень (1946, посмертно).